# Рудня (Деснянська селищна громада)
Ру́дня — село в Україні, у Деснянській селищній громаді Чернігівського району Чернігівської області. Населення становить 41 осіб. Село належить до Морівського старостинського округу.

## Географія
Через село тече річка Меша, права притока Десни. Через село проходить автошлях Р69 сполученням Київ-Чернігів.

## Історія
В "Описание Черниговского Наместничества" (1781 г.) Д. Р. Пащенка: деревня Рудня - володіння Києво-Софіївського монастиря, мешканців монастирських посполитих дворів 18, хат -23. Пахотної землі мало, тому йдуть на підробітки до Басані Переяславського полку і інші місця.
У списку наявних у Малоросійській губернії селищ 1799-1801 років в "деревне"  Рудня проживало 66 податкових душ.
1859 року у казеному селі Морівської волості Остерського повіту Чернігівської губернії, мешкало 397 осіб (187 осіб чоловічої статі та 210 — жіночої), налічувалось 58 дворових господарства, існувала православна часовня.
12 червня 2020 року, відповідно до розпорядження Кабінету Міністрів України № 730-р «Про визначення адміністративних центрів та затвердження територій територіальних громад Чернігівської області», увійшло до складу Деснянської селищної громади.
19 липня 2020 року, в результаті адміністративно-територіальної реформи та ліквідації Козелецького району, увійшло до складу новоутвореного Чернігівського району.

## Політика

### Парламентські вибори, 2019
На позачергових парламентських виборах 2019 року у селі функціонувала окрема виборча дільниця № 740275, розташована у приміщенні фельдшерсько-акушерського пункту.
Результати
- зареєстрований 61 виборець, явка 85,25%, найбільше голосів віддано за «Опозиційну платформу — За життя» — 25,49%, за Всеукраїнське об'єднання «Батьківщина» — 23,53%, за «Слугу народу» — 19,61%[5]. В одномандатному окрузі найбільше голосів отримав Борис Приходько (самовисування) — 39,58%, за Сергія Коровченка (самовисування) — 22,92%, за Олександра Бартоша (Опозиційна платформа — За життя) — 12,50%[6].

## Населення

### Мова
Розподіл населення за рідною мовою за даними перепису 2001 року:
| Мова       | Кількість | Відсоток |
| ---------- | --------- | -------- |
| українська | 180       | 100%     |

## Буйволина ферма
Із 2018 році в селі розташована буйволина ферма Сергія Тігіпка.

## Пам'ятки
- Поселення Рудня-Меша[d] (2-1 тис. до н.е., Х-ХІІІ ст.н.е.);
- Братська могила 10 радянських воїнів[d], які загинули у вересні 1943р. та пам'ятна плита на честь загиблих воїнів-односельчан;